# Federico II de Dinamarca
Federico II de Dinamarca (Haderslev, Dinamarca, 1 de julio de 1534-Slagelse, ibid., 4 de abril de 1588), fue rey de Dinamarca y de Noruega entre 1559 y 1588. Su reinado se caracterizó por un crecimiento en las finanzas del reino, lo que le permitió la construcción de castillos y palacios.  
Tenía claras inclinaciones militares y un interés en coordinar el desarrollo económico e incrementar el poderío militar de su reino, entonces la principal potencia naval del Mar Báltico. Sus pretensiones lo condujeron a involucrarse en la Guerra Nórdica de los Siete Años, un conflicto inútil contra su primo Erico XIV de Suecia, que fue perjudicial tanto para Dinamarca como para Noruega.

## Biografía
Federico fue el segundo de los cinco hijos de Cristián III. Nació en una época turbulenta en Dinamarca, cuando su padre, por su condición de luterano, fue rechazado por una parte significativa de la población. Tras la victoria de Cristián en la guerra civil conocida como la Guerra del Conde, Federico fue nombrado príncipe heredero de Dinamarca en 1536. En 1559 murió Cristián III y Federico ascendió al trono.
En 1559 logró su primera victoria militar con la conquista de Dithmarschen, región siempre renuente a aceptar la dominación danesa, en una operación conjunta con su tío el duque Adolfo de Holstein-Gottorp. 
Los primeros años de su gobierno se caracterizaron por una creciente enemistad con Suecia, que derivó en un conflicto armado, la Guerra Nórdica de los Siete Años (1563-1570). Federico contaba con el apoyo de un numeroso cuerpo de mercenarios alemanes y él mismo participaría en la escena bélica, pero la guerra no le fue favorable. Por causas de desorganización, no pudo concretar un avance sobre Estocolmo en 1563 y sus tropas tuvieron que pasar el invierno en Escania. En 1564 fueron los suecos quienes tuvieron la iniciativa, penetrando en Noruega -que casi fue conquistada- y devastando también las provincias danesas de Blekinge y Halland. El verano Federico obtuvo un préstamo financiero para costear una campaña de asedio a Estocolmo, pero el proyecto resultó un rotundo fiasco y el ejército tuvo que retirarse. Una nueva intentona en octubre también fracasó, y el Consejo Real perdió la paciencia. Ante la situación, Federico tuvo que valerse de un antiguo enemigo de su padre, Peder Oxe. 
Peder Oxe recibió importantes privilegios del rey, logró participar en el Consejo, y junto a este encargarse en los hechos del gobierno. Para financiar la deuda, Oxe convenció a la nobleza de cargar con una parte de ella, y el Consejo aprobó la duplicación de las cuotas de peaje en el Oresund. La habilidad administrativa de Oxe y el estallido de conflictos internos en Suecia fueron factores decisivos para evitar un desastre mayor para Dinamarca y Noruega.
La paz con Suecia se firmó en Stettin en 1570, con resultados que no fueron favorables a ninguno de los dos bandos. Dinamarca permaneció como el estado nórdico más fuerte y se consolidó la pertenencia de Jämtland a Noruega, una provincia disputada con Suecia. Sin embargo, los daños materiales y humanos causados en la guerra fueron desastrosos para el reino de Federico, y los límites del poderío naval danés quedaron de manifiesto.
La política exterior que siguió Federico II después de la contienda fue de total neutralidad, y sus buenas relaciones con las potencias protestantes se limitaron al apoyo moral. Recibió de la reina Isabel I de Inglaterra la condecoración de la Orden de la Jarretera. Se rodeó de expertos consejeros, que supieron llevar al reino por los senderos correctos.
Alcanzada la paz, Federico se dedicó a la construcción de palacios y castillos. En 1567 fundó Fredrikstad, la primera ciudad en Noruega nombrada en honor a un rey. Para controlar la navegación a través del Oresund y asegurar los ingresos por el derecho de paso de los buques mercantes, ordenó la construcción, entre 1574 y 1584 de la mayor fortaleza nórdica, Kronborg, construida gracias al aumento de las cuotas del Oresund. La nobleza le cedió varios terrenos en Dinamarca, pudiendo así el rey reunir una considerable cantidad de posesiones personales. En 1560 obtuvo la posesión de Hillerødsholm, en la localidad de Hillerød, en el norte de la isla de Selandia; allí inició la construcción del Castillo de Frederiksborg.
Era amante de las fiestas, del vino y de la caza, consagrando a esta actividad varias de sus propiedades. Fue también patrocinador del célebre astrónomo Tycho Brahe.
Federico II murió en el monasterio de Antvorskov el 4 de abril de 1588 a los 53 años. El sacerdote encargado del funeral, Anders Sørensen Vedel, dijo en la ceremonia que la muerte del monarca se debía al alcoholismo que lo aquejaba. Sus restos fueron sepultados en la Catedral de Roskilde, donde permanecen en la actualidad. 

## Familia
El 20 de julio de 1572 se casó con la duquesa Sofía de Mecklemburgo-Güstrow, quien se convirtió en la reina consorte. Los reyes tuvieron siete hijos:
- Isabel (1573-1626), casada con el duque Enrique Julio de Brunswick-Wolfenbüttel.
- Ana (1574-1619), casada con Jacobo VI de Escocia y I de Inglaterra.
- Cristián (1577-1648), rey de Dinamarca y Noruega con el nombre de Cristián IV.
- Ulrico (1578-1624).
- Augusta (1580-1639), casada con el duque Juan Adolfo de Holstein-Gottorp.
- Eduviges (1581-1641), casada con el príncipe elector Cristián II de Sajonia.
- Juan (1583-1602).

| Predecesor: Cristián III | Rey de Dinamarca y de Noruega 1559-1588 | Sucesor: Cristián IV |

- Datos: Q154041
- Multimedia: Frederick II of Denmark / Q154041